# BORG Wiener Neustadt
Das Bundes-Oberstufenrealgymnasium (BORG) ist ein Oberstufenrealgymnasium in Wiener Neustadt.

## Landes-Lehrerseminar Wiener Neustadt

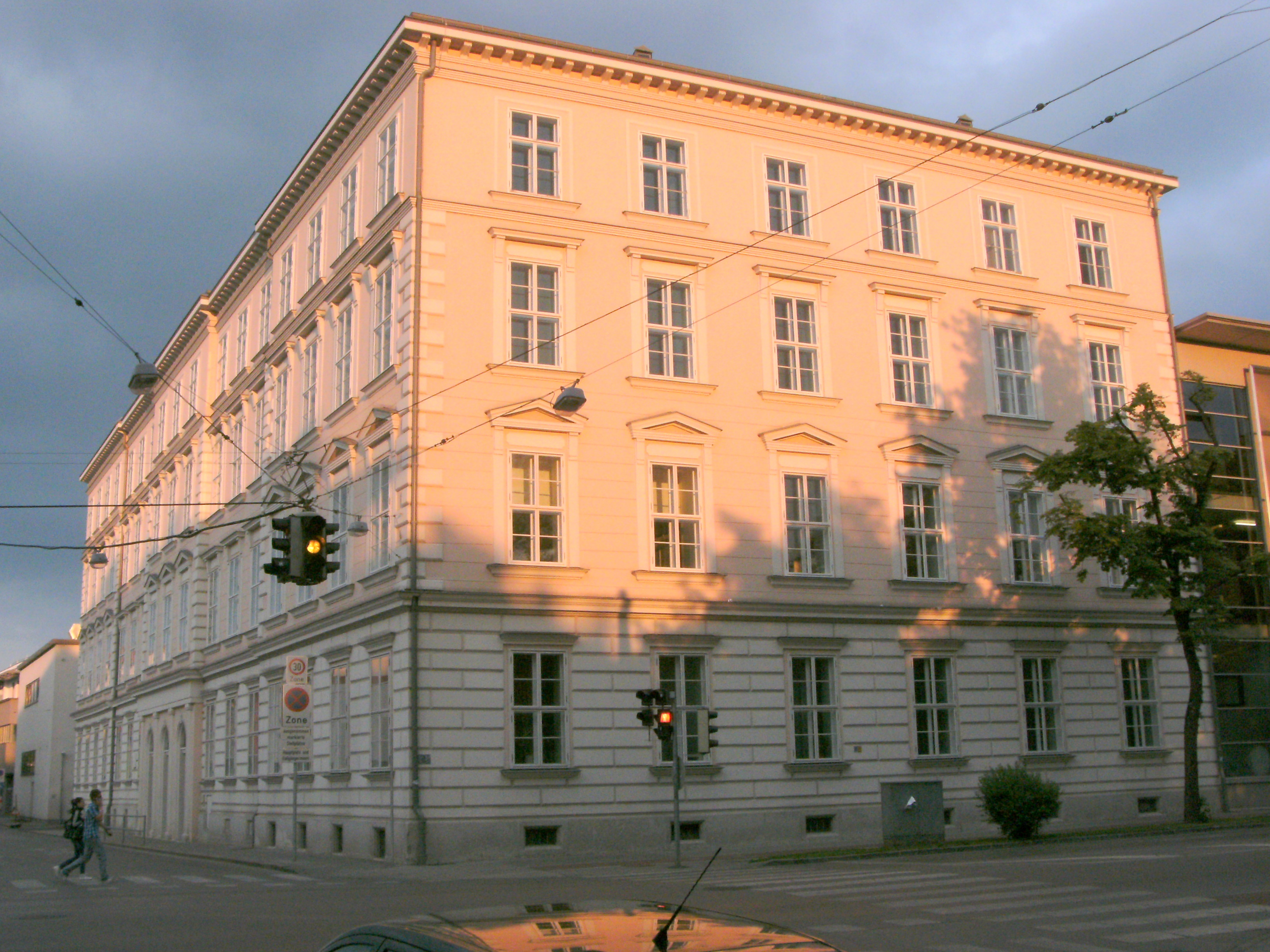
Ehemalige Lehrerbildungsanstalt in der Herrengasse Ecke Babenbergerring (2011)

Der Niederösterreichische Landtag stimmte am 7. Dezember 1872 für die Errichtung von zwei Landes-Proseminaren für die Lehrerausbildung in St. Pölten und Wiener Neustadt. Am 25. Februar 1873 schenkte Stadtrat Pöck der Stadt den Baugrund. Die Architekten Zandra und Rossmann machten die Pläne für einen Neubau und bereits im Mai desselben Jahres wurde mit der Errichtung begonnen. Nach knapp einem Jahr, am 11. November 1873, wurde der Unterricht mit zwei Klassen in Wiener Neustadt begonnen. Die Eröffnung machte der Landmarschall Abt Helferstorffer. Der Schulbau wurde als prunkvolles Gebäude in Reiseführern erwähnt und am 29. Mai 1880 von Kaiser Franz Joseph I. und seiner Gemahlin Elisabeth besucht. Die Innenausstattung wechselte von Gaslampen auf elektrisches Licht. 1926 wurde die Schule für Mädchen geöffnet und dafür adaptiert. Bei einem Bombenangriff am 14. März 1945 wurde der Westtrakt völlig zerstört und der Rest des Gebäudes erlitt schwere Schäden. Nach notdürftigen Reparaturen wurde der Unterricht am 10. Jänner 1946 wieder aufgenommen. Der weitere Ausbau der Schule von 1946 bis 1949 mit einer Erhöhung um ein drittes und viertes Geschoß war statisch unzweckmäßig und bewirkte ein langsames Absinken des Ostflügels im ehemaligen Stadtgraben der ehemaligen Stadtbefestigung. Das Gebäude der ehemaligen Lehrerbildungsanstalt mit der Hauptfront in der Herrengasse steht unter Denkmalschutz (Listeneintrag).

## Bundes-Oberstufenrealgymnasium
1962 wurden Pädagogische Akademien eingerichtet und die Lehrerbildungsanstalten geschlossen. Aufgrund der Veränderung der Schulorganisation entschied man sich letztlich dafür, die Schule als Oberstufenform weiterzuführen. Für den neuen Schultyp eines Sportrealgymnasiums wurde 1971 ein weiteres Gebäude mit einer Sporthalle und einem Schwimmbad errichtet. Pläne für einen Neubau und die gleichzeitige Renovierung des Altbaus wurden 1996 von Ministerialrat Sciruczek veranlasst. Auf eine neu gebaute Tiefgarage wurde in der Herzog-Leopold-Straße am Standort der demolierten Realschule Wiener Neustadt von 1999 bis 2001 der Schulneubau aufgesetzt. Die Renovierung des Altbaus dauerte bis März 2003. Die Erneuerung und Umgestaltung des Turnhallentraktes wurde 2008 abgeschlossen.

## Kunst am Bau
- Skulptur Der Zwerg aus Untersberger Marmor vom Bildhauer Josef Frank
- Bildtafeln Die Jahreszeiten an der großen Wand zum Musiksaal des Zubaues vom bildenden Künstler Michael Haas

## Direktoren und Leiter
- 1873–1881 Emanuel Hannak (1841–1899)
- 1881 provisorischer Direktur August Hofer (1845–?)
- 1881–1893 Josef Lukas (1835–1917)
- 1893–1899 Josef Mayer (1844–1929)
- 1899–1908 Franz Rimmer (1857–1925)
- 1908–1918 Julius Benez (1863–?)
- 1918–1936 Karl Hauschild (1880–1937)
- 1936–1937 Friedrich Radel (1878–1951)
- 1937 provisorisch Josef Gottsbachner (1898–1959)
- 1937–1938 Franz Palfinger (1898–1959)
- 1938–1945 Lambert Eisenhut (1881–1959)
- 1945–1949 Hermann Käfer (1898–1993)
- 1949–1958 Friedrich Wetzelberger (1898–1989)
- 1958–1960 Josef Kilga (1895–1984)
- 1960 Karl Haberler (1896–1977)
- 1960–1976/1980 Emanuel Bialonczyk (* 1916)
- 1976/1980–1999, ab 1979 freigestellt Johann Stippel
- 1979–2004 Klaus Wiesbauer (* 1942)
- 2004–2020 Herbert Jantscher (* 1957)
- seit 2020 Reinhard Pilz[2]

## Absolventen
- Otto Glöckel (1874–1935), Sozialdemokratischer Schulreformer
- Josef Matthias Hauer (1883–1959), Komponist und Musiktheoretiker
- Michael Haas (1910–2012), Maler, Lehrer und Direktor der Hauptschule Ebenfurth
- Albert Janetschek (1925–1997), Schriftsteller, Lehrer und Direktor der Pestalozzischule Wiener Neustadt
- Rudolf Buczolich (1934–2015), Schauspieler
- Viktor Gernot (* 1965), Kabarettist und Sänger
- Christian Zierhofer (* 1967), Musikproduzent und Komponist
- Anna Rosa Döller (* 2002), Musicaldarstellerin

## Absolventenverband
Der Verein der einstigen Lehramts-Candidaten aus Wiener Neustadt wurde mit Otto Glöckel am 6. Oktober 1894 zur Pflege der Gemeinschaft und der Weiterbildung im Hotel Zur goldenen Birne in der Mariahilfer Straße 30 in Wien gegründet. Wissenschaftler, Künstler und Standesvertreter wurden eingeladen, Vorträge zu halten, welche dann in den Mitteilungen abgedruckt wurden. Um die Jahrhundertwende wurde der Brankfond und der Hinterbliebenenfond begonnen, um in Not geratenen Lehrern und deren Familien Hilfe geben zu können.